# Вранча (Мехединци)
Вранча (рум. Vrancea) насеље је у Румунији у округу Мехединци у општини Бурила Маре. Oпштина се налази на надморској висини од 49 m.

## Становништво
Према подацима из 2013. године у насељу је живело 320 становника, од којих су сви румунске националности.